# Matabelelàndia
Matabelelàndia (Matabaland o Matabeleland) és el nom del país i regne dels matabeles (ndebeles).
A finals de la dècada de 1830, uns 20.000 ndebeles, descendents dels zulus a Sud-àfrica i dirigits per Mzilikazi Khumalo va envair l'Imperi kalanga Rozwi. Molts dels kalanga i altres persones foren incorporats i altres zones van esdevenir territoris satèl·lit que pagaven tribut als ndebele. Mzilikazi va anomenar la seva nació Mthwakazi, una paraula zulu que significa una cosa que ha esdevingut gran en la concepció, en zulu «into ethe ithwasa yabankulu» però anomenat Matabelelàndia pels europeus. Mzilikazi va organitzar l'estat format per una nació ètnicament diversa sota un sistema militarista de pobles a manera de regiments i va establir la capital a Bulawayo («el lloc de la mort»). Mzilikazi va ser un estadista de gran alçada, en qui confiaven els pobles conquerits que se sentien en un regne fort i centralitzat.
El 1852 el govern boer de Transvaal va signar un tractat amb Mzilikazi. Però un temps després, el 1867, es va descobrir or a la zona veïna coneguda com a Maxonalàndia, el país dels xona o shona, i les potències europees es van mostrar cada vegada més interessats en la zona. Mzilikazi va morir el 9 de setembre de 1868, prop de Bulawayo. El seu fill, Lobengula, el va succeir en el tron. A canvi de riquesa i armes, Lobengula va fer concessions diverses als britànics, la més important la que va fer a Rudd el 1888 donant a Cecil Rhodes (que n'era l'emissari) drets miners exclusius en gran part de les terres a l'est del seu territori principal, al país dels xona. L'existència d'or ja era coneguda, així que amb la concessió Rudd, Rodes va poder obtenir una Carta Reial per formar la Companyia Britànica de l'Àfrica del Sud (British South Africa Company, BSAC) el 1889.
El 1890, Rodes va enviar un grup de colons coneguts con la Columna dels Pioners, cap a Maxonalàndia on van fundar Salisbury (abans i avui Harare). El 9 de maig de 1891 una Ordre del Consell va declarar Matabelelàndia i Maxonalàndia protectorats britànics. Rhodes tenia un interès personal en la contínua expansió dels assentaments blancs a la zona, de manera que ara, amb la cobertura d'un mandat legal, va utilitzar un atac dels ndebeles contra els xona prop de Fort Victoria (avui Masvingo) el 1893 com un pretext per atacar el regne de Lobengula. També el 1893, una concessió atorgada a Sir John Swinburne va ser separada de Matabelelàndia per ser administrada pel Comissionat Resident Britànic del Protectorat de Betxuanalàndia, territori al qual va ser formalment annexada el 1911 (i que és part de la moderna Botswana), coneguda com la Concessió Tati (Tati Concession Land).
La primera guerra Matabele va durar del 1893 al 1894 i va acabar el 1895 amb l'ocupació total del país per la Companyia Britànica de l'Àfrica del Sud entre 1895 i 1896; però el 1896 els ndebeles es van revoltar i van iniciar la segona guerra Matabele que va durar del març a l'octubre de 1896. Després d'això, es va establir un poder regular de la Companyia al país sota un administrador, fins al 1901.
Després fou una província del Protectorat de Rhodèsia, administrat per la BSAC, i després de 1923 fou part de l'autogovernada Colònia de Rhodèsia del Sud. Vers el 1955, les dues províncies de Matabelelàndia i Maxonalàndia van desaparèixer i es van formar cinc províncies de les quals tres corresponien al territori de l'antic Matabeleland (Bulawayo, Gwelo i Victoria). El 1973, la província de Bulawayo es va dividir en dues: Matabeleland Septentrional i Matabeleland Meridional. El 1997, Bulawayo i rodalia van esdevenir una nova província, segregada de Matabeleland Septentrional.
El 2006 alguns exiliats a Sud-àfrica van fundar el Matabeleland Freedom Party (MFP), partidari de la independència de Matabelelàndia, que s'hauria d'establir després d'un referèndum i sota una monarquia constitucional tradicional. El nom de l'estat seria Mthwakazi.

## Administrador
- Arthur Lawley, de novembre de 1896 a març de 1901 (interí fins al 5 de desembre de 1898).